# Saponifikacija
Saponifikacija  ali umiljenje je hidroliza maščob v prisotnosti alkalij, pri čemer nastanejo soli maščobnih kislin (mila) in glicerol.

### Primer reakcije
Umiljenje triglicerida (levo) z NaOH, pri čemer nastaneta milo in glicerol (desno):
Če se v postopku uporabi natrijev lug (NaOH), nastane trdo milo, če pa se uporabi kalijev lug (KOH), pa mehko milo.
Rastlinska olja in živalske maščobe so estri maščobnih kislin v obliki trigliceridov. Baza (lug) alkalijske kovine pretrga vezi estra in povzroči nastanek maščobnih kislin in glicerola.